# 大公式2
『大公式2』（だいこうしき2）は、筋肉少女帯のベストアルバム。

## 概要
10年振りの再始動を記念したベストアルバム『筋肉少女帯 復活究極ベスト 大公式』から1年を経て発売された、その『大公式』に収録されなかった曲から選曲されたベストアルバム。

## 演奏者
- 大槻ケンヂ - ボーカル
- 橘高文彦 - ギター
- 本城聡章 - ギター
- 内田雄一郎 - ベース
- 太田明 - ドラム

## SISTER STRAWBERRY
- 大槻ケンヂ
- 内田雄一郎
- 三柴江戸蔵
- 太田明

## 収録曲

### CD
| #         | タイトル                                      | 作詞                                   | 作曲                        | 編曲                | 時間  |
| --------- | --------------------------------------------- | -------------------------------------- | --------------------------- | ------------------- | ----- |
| 1.        | 「福耳の子供 '08」                            | 大槻ケンヂ                             | 内田雄一郎                  | 筋肉少女帯          | 5:17  |
| 2.        | 「少年、グリグリメガネを拾う」                | 大槻ケンヂ                             | 大槻ケンヂ 筋肉少女帯       | 筋肉少女帯          | 3:35  |
| 3.        | 「ハッピーアイスクリーム」                    | 大槻ケンヂ                             | 内田雄一郎 筋肉少女帯       | 筋肉少女帯          | 4:09  |
| 4.        | 「僕の歌を総て君にやる」                      | 大槻ケンヂ                             | 橘高文彦 筋肉少女帯         | 筋肉少女帯          | 4:30  |
| 5.        | 「君よ!俺で変われ!」                          | 大槻ケンヂ                             | 本城聡章 筋肉少女帯         | 筋肉少女帯          | 3:13  |
| 6.        | 「労働者M」                                   | 大槻ケンヂ 内田雄一郎 マエジマアキヒロ | 内田雄一郎 マエジマアキヒロ | 筋肉少女帯 是永巧一 | 4:14  |
| 7.        | 「スラッシュ禅問答」                          | 大槻ケンヂ                             | 橘高文彦 筋肉少女帯         | 筋肉少女帯          | 4:52  |
| 8.        | 「日本の米」                                  | 大槻ケンヂ                             | 大槻ケンヂ                  | 筋肉少女帯          | 3:16  |
| 9.        | 「青ヒゲの兄弟の店」                          | 水戸華之介                             | 橘高文彦 筋肉少女帯         | 筋肉少女帯          | 3:38  |
| 10.       | 「きらめき」                                  | 大槻ケンヂ                             | 本城聡章 筋肉少女帯         | 筋肉少女帯          | 5:14  |
| 11.       | 「俺の罪」                                    | 大槻ケンヂ                             | 内田雄一郎 筋肉少女帯       | 筋肉少女帯          | 2:40  |
| 12.       | 「タイトロープ」                              | 大槻ケンヂ                             | 本城聡章 筋肉少女帯         | 筋肉少女帯          | 0:43  |
| 13.       | 「タチムカウ -狂い咲く人間の証明-」           | 大槻ケンヂ                             | 本城聡章 筋肉少女帯         | 筋肉少女帯          | 3:47  |
| 14.       | 「何処へでも行ける切手」                      | 大槻ケンヂ                             | 内田雄一郎 筋肉少女帯       | 筋肉少女帯          | 7:45  |
| 15.       | 「大釈迦」                                    | 大槻ケンヂ                             | 大槻ケンヂ 内田雄一郎       | 筋肉少女帯          | 5:45  |
| 16.       | 「少女の王国（'08ヴォーカル・ヴァージョン）」 | 大槻ケンヂ                             | 橘高文彦 筋肉少女帯         | 筋肉少女帯          | 3:19  |
| 17.       | 「ボヨヨンロック」                            | 大槻ケンヂ                             | 大槻ケンヂ                  | まんが道            | 4:48  |
| 合計時間: | 合計時間:                                     | 合計時間:                              | 合計時間:                   | 合計時間:           | 70:45 |

## 解説
1. 福耳の子供 '08
新録。
2. 少年、グリグリメガネを拾う
3. ハッピーアイスクリーム
4. 僕の歌を総て君にやる
5. 君よ!俺で変われ!
6. 労働者M
7. スラッシュ禅問答
8. 日本の米
冒頭のセリフはカットされ、最後のセリフ部分はフェードアウトに終わる。
9. 青ヒゲの兄弟の店
10. きらめき
11. 俺の罪
12. タイトロープ
1994年NTTCF曲。初CD化曲。
13. タチムカウ -狂い咲く人間の証明-
14. 何処へでも行ける切手
15. 大釈迦
16. 少女の王国（'08ヴォーカル・ヴァージョン）
ボーカルのみ新録。
17. ボヨヨンロック
大槻と内田のユニット、「まんが道」の曲。